# Поворов, Максим Евгеньевич
Макси́м Евге́ньевич По́воров (17 сентября 1977, Москва, СССР) — российский футболист, выступавший на позиции защитника. Сыграл 50 матчей в премьер-лиге России.

## Биография

### Клубная карьера
Футболом начал заниматься в 7 лет. Первая команда — московское «Динамо», первый тренер — Анатолий Ильин. С 1993 года стал выступать за динамовский дубль, всего сыграл более 100 матчей. За основной состав бело-голубых выходил на поле три раза — 19 июля 1997 года в матче Кубка Интертото против норвежского «Стабека», 9 ноября 1997 года в матче последнего тура чемпионата России против челнинского «КамАЗа» и 11 сентября 1998 года в кубковом матче против «Торпедо-ЗИЛ».
После ухода из «Динамо» выступал в первом дивизионе за смоленский «Кристалл» и на любительском уровне за «Нику». В 2000—2001 годах сыграл 4 матча в премьер-лиге в составе воронежского «Факела», пропустил много матчей из-за травмы пальца. Летом 2001 года присоединился к «Амкару», с которым по итогам сезона-2003 вышел в премьер-лигу и провёл в ней два полноценных сезона (2004—2005, 45 матчей).
В конце карьеры выступал в первом дивизионе за «Урал» и «Шинник», а последний сезон провёл в составе клуба второго дивизиона «Долгопрудный». Завершил спортивную карьеру в возрасте 35 лет.
После окончания карьеры работает селекционером в академии «Динамо».

### Карьера в сборной
Выступал за юношескую сборную России (до 17 лет), принимал участие в чемпионате Европы в Ирландии, где россияне заняли пятое место.
В 1999 году выступал за молодёжную сборную России, в том числе выходил на поле в матчах против Франции и Исландии.

## Личная жизнь
Женат. Отец, Евгений Анатольевич (род. 1959) тоже был футболистом, выступал за дубль «Динамо» и сыграл 1 матч в высшей лиге за «Днепр».

## Достижения
- Победитель первого дивизиона первенства России 2003.
- Победитель первого дивизиона первенства России 2007.